# Jean Winkin
Jean Winkin was een Luxemburgse boer uit Oberwampach en een CSV-politicus.
Hij werd bij de Kamerverkiezingen van 30 mei 1954 een eerste keer verkozen tot afgevaardigde van de kieskring Noorden van de Kamer van Afgevaardigden (Luxemburgse parlement). In 1959, 1964, 1968 en 1974 werd hij herkozen in de Kamer van Afgevaardigden. In de periode 1974-79 was hij vicepresident van de Kamer. In de jaren 1977 en 1978 was tevens voorzitter van het Beneluxparlement.
In 1970 werd hij tot burgemeester gekozen van de gemeente Oberwampach en in 1977 van de fusie-gemeente Wincrange.